# 日車夢工房
日車夢工房（にっしゃゆめこうぼう）とは、かつて日本車輌製造の鉄道をモチーフとしていた雑貨、鉄道模型のブランドである。

## 概要
1999年9月に発足した日本車輌製造による鉄道雑貨・鉄道模型のブランドで、主に母体である日本車輌製造製の鉄道車両を題材としたグッズや鉄道模型を発売していた。
雑貨は、鉄道を題材とした食器、文房具、衣類などを発売していた他、鉄道ビデオやチョロQ、プラレールなどの玩具も手がけていた。鉄道模型の製造は16番ゲージの製品はカツミで、Nゲージの製造は主にグリーンマックス、トミーテックが行っていた。この他にもBトレインショーティーの特注品を企画したことがあった。
愛知県名古屋市東区のNHK名古屋放送センタービル内に直営店「日車“ゆめ”ステーション」を設けていたが、同店舗は2012年2月26日をもって閉店した。その後、2017年10月11日に同年中に事業を終了させることを発表し、同年12月22日をもって閉店した。

## 主な商品

### 鉄道模型製品
Nゲージ（縮尺1/150）
- 名鉄7000系パノラマカー2次車7011F - トミーテックと共同開発。
- 名鉄2000系 - グリーンマックスと共同開発。
- 名鉄2200系 - グリーンマックスと共同開発。

16番ゲージ（縮尺1/80）
- 名鉄7000系
- 名鉄7700系
- 名鉄5500系
- 名鉄3500系
- 名鉄6500系
- 名鉄6800系
- 名鉄2200系
- 名鉄2000系
- 名鉄1000系
- JR西日本683系2000番台しらさぎ